# Кий і морозна орда
«Кий і морозна орда» — епічне фентезі за мотивами слов'янської міфології українського письменника Ніка Лисицького. Роман опублікований у 2024 році видавництвом «Фантастичні українці». Це перша книга запланованої серії про фантастичний всесвіт Багатосвіт, населений героями міфів та легенд, покликана створити архетип національного фантастичного героя для дітей і підлітків.
Книга увійшла до короткого списку Всеукраїнського рейтингу «Книжка року 2024» та довгого списку найкращих дитячих і підліткових видань 2024 року Топ Барабуки.

## Сюжет
Кий — юний сирота-підкидьок, що живе в маленькій хатині на околиці села Калинове разом зі своїм опікуном, домовиком Дідо. Він мріє побувати в далеких країнах і пережити пригоди. Одного разу Кий розуміє, що нарікання Дідо на зиму справедливі — вона не закінчується.
Щоб дізнатися, чому не закінчується зима, юнак вирушає до друга, відлюдькуватого Чугайстра й рятує дорогою Хуху. Утрьох вони відвідують мольфара, що радить вирушити на край світу — шукати бога грому Перуна, який повинен відімкнути своїми ключами небо, щоб прийшла весна.
Під час подорожі Кий зустрічає чарівника Оха і проходить його випробування. Потім — триголового Змія, охоронця підземних скарбів Шубіна, вовкуню Найду та інших героїв. Володарка веселки Веселиця дарує Кию чоботи, щоб стати невидимим, і перстень, який вказує шукані речі. Вони допомагають зустрічним, як-от розшукують для дівчини її нареченого, перетвореного на вовка чорнокнижником. Вони також розкривають, що злі карлики викрадають дзеркала, але ще не розуміють навіщо.
Зима лютує дедалі дужче, мандрівників перестріває Мара та закликає схилитися перед її володарем. Незабаром виявляється, що найстрашніше ще попереду: за Забудь-рікою зібралася велика морозна орда, якою керує чорнокнижник Мороз-Корочун. Він прагне захопити весь світ і перетворити його на холодну пустку.
Кий та його друзі довідуються про богатирів, які можуть зупинити орду. Але ті живуть, за винятком декількох, на далекому острові. Герої зустрічають характерників, які проголошують, що коли весна не настає, то її потрібно створити самим. Дідо наздоганяє героїв та приносить звістку, що орда вже заморозила Калинове. Мороз за допомогою викрадених дзеркал і гірського кришталю примножує свою силу. Кию та його друзям вдається об'єднати мешканців Явного світу для боротьби з ворогом. В результаті грандіозної битви біля Тернового пагорба, силам спротиву вдається перемогти ординців, а Кий змушує Мороза рятуватися втечею. Однак Мороз заявляє, що це Перун не відчиняв небо, а він лише скористався затяжною зимою.
Після битви Кий відправляється на вершину Громової гори, де зустрічає Перуна. Той розповідає, що мав справи в інших світах Багатосвіту, а мати Кия — це жінка з загиблого світу. Оскільки Хаос зростає у Багатосвіті, то богам потрібні герої-помічники. Кий повертається додому, виявивши, що за час розмови з Перуном минув місяць. Однак не встигає він насолодитися відпочинком, як перед його будинком з'являється колісниця Перуна. Громовержець повідомляє, що на Кия чекає нове завдання. Тим часом Дідо і його брат Годованець обговорюють зникнення мольфара, і побоюються наближення нового лиха.

## Написання
«Кий і морозна орда» — третя книга Ніка Лисицького. Ідея написання роману виникла під час роботи автора над ініціативою збереження та популяризації української міфології «Чарівний світ UA». У її межах за підтримки Українського культурного фонду створено інформаційні ресурси, візуалізації персонажів, настільну гру «Чарівний світ. Джерело сили» і пізнавальне YouTube-шоу про українську міфологію.
Робота над книгою тривала трохи більше року — з літа 2022-го до осені 2023-го. За задумом — вона призначена сприяти зацікавленості українських дітей рідною міфологією та фольклором, а україноцентричний всесвіт Багатосвіт — стати альтернативою іноземним фентезійним всесвітам.

## Постановки
У грудні 2024 року в Житомирській філармонії артисти фольклорного ансамблю національного обряду «Родослав» презентували музичну виставу за мотивами роману «Кий і морозна орда».

## Відгуки
Книга отримала схвальні відгуки читачів, критиків, впливовців та освітян.
На думку Володимира В'ятровича — це дуже актуальна казка про мужність, єднання і віру в перемогу.
Президент Всеукраїнського рейтингу «Книжка року» Костянтин Родик відзначив непересічність роману та порівняв його з «Гобітом» Дж. Р. Р. Толкіна. На його думку, «Кий» є реакцією на російсько-українську війну, як «Гобіт» — на Першу світову.
Лідер гурту «Друга ріка» Валерій Харчишин зауважив, що «Кий і морозна орда» — твір, на якому мають зростати наші діти, бо їм необхідно знати своє коріння, пишатися своєю культурою, рівнятися на своїх героїв.
Фольклористка Олеся Наумовська високо оцінила те, як автор на основі етнографічних та фольклорних даних зміг створити захопливий сюжет: «Це саме той випадок, коли поринаєш у казку і співпереживаєш чарівним героям, коли не можеш зупинитися і шкодуєш, що всього кілька сторінок — і завершиться казка, коли тішишся, дізнавшись у фіналі, що це — не кінець історії, і з нетерпінням чекаєш на продовження…».